# Charlotte Elliott
Charlotte Elliott, född 1789, död 1871, var en engelsk författare. Hon finns representerad i Den svenska psalmboken 1986 med originaltexten till ett verk (nr 222). Texten diktad 1844 och senare redan på 1850-talet översatt av Betty Ehrenborg-Posse och senare bearbetad av Lydia Lithell. 

## Psalmer
- Just som jag är, ej med ett strå (1986 nr 222) skriven 1844. Finns på Wikisource.
- O du, de ångerfullas hulde vän Svenska Missionsförbundets sångbok 1920 nr 404.